# Col de Marcieu
Le col de Marcieu est un petit col de montagne de France situé en Isère, dans le massif de la Chartreuse, à 1 066 mètres d'altitude.

## Géographie
Il fait communiquer au sud le plateau des Petites Roches, qui domine le Grésivaudan, avec au nord le vallon du ruisseau de l'Enversin, affluent de l'Isère via le Bresson. Il est intégralement situé sur la commune de Saint-Bernard.

## Cyclisme
Ce col fut grimpé sur son versant nord lors de la 7e étape du critérium du Dauphiné 2019, constituant la troisième difficulté et classé en 1re catégorie.

## Station de sports d'hiver
La petite station de sports d'hiver de la commune qui compte trois téléskis profite de l'altitude du col et de son déneigement hivernal.